# Laboratoire de mécanique des structures industrielles durables
Le Laboratoire de mécanique des structures industrielles durables, en abrégé le LaMSID, est une unité mixte de recherche EDF-CNRS créée en janvier 2004 et située à Clamart. Le laboratoire se situe au sein du dispositif de recherche d'EDF. Ses ressources en personnel EDF proviennent de trois départements d'études et de recherches d'EDF R&D : 1° analyses mécaniques et acoustique (AMA) ; 2° matériaux et mécanique des composants (MMC) ; 3° simulation en neutronique, technologie de l'information et calcul scientifique (SiNeTICS). Le CEA est devenu partenaire en 2010 et le laboratoire est répertorié sous le sigle UMR EDF-CNRS-CEA 8193.
La tenue mécanique des structures, dans une perspective de maîtrise des problèmes de vieillissement, de sûreté et de durée de vie économiquement rentable, constitue une thématique importante au sein d'une société confrontée à l'importance des enjeux économiques et au besoin d'une maîtrise accrue des risques industriels.
Dans cette perspective, l'allongement de la durée de vie des installations, la maîtrise de leur fonctionnement réel et « tel que construit », le suivi et la validation des réparations ou des modifications, enfin les besoins de surveillance en service ou de monitoring tout au long de leur vie constituent des défis à associer à la thématique générale de développement durable et requièrent des avancées scientifiques interdisciplinaires nombreuses. Ces problématiques se situent clairement au cœur du département Ingénierie du CNRS et dépassent les seuls enjeux d'EDF.
Le laboratoire est structuré par trois opérations de recherche :
- endommagement et rupture des structures (métalliques et génie civil) ;
- chargements réels et couplages dans les structures, identification et assimilation de données, méthodes pour la surveillance en service ;
- mécanique numérique : Méthodes, formulations et algorithmes pour le calcul des structures non linéaires.

Le LaMSID s'appuie sur le logiciel libre Code_Aster ; il contribue à son évolution en collaboration avec l'équipe de développement d'EDF-R&D et ses partenaires industriels et universitaires.
Le LaMSID fait partie de la Fédération de recherche francilienne en mécanique des matériaux, structures et procédés (F2M2SP).
Le LaMSID dispose d'un site internet (http://www.lamsid.cnrs-bellevue.fr/) sur lequel on retrouve le détail des thèmes de recherche du laboratoire, les pages personnelles de l'équipe ainsi que toute l'actualité (séminaires, soutenances, journées thématiques).
Le laboratoire à fusionné en 2015 avec l'Unité de mécanique de l’ENSTA ParisTech, pour devenir l'Institut des sciences de la mécanique et applications industrielles (IMSIA).

## Site internet
- (fr) Site officiel du LaMSID